# Багбударян, Мисак
Мисак Багбударян (араб. ميساك باغبودريان‎; арм. Միսաք Պաղպուտարեան; род. 1973, Дамаск) — сирийский музыкант и дирижёр армянского происхождения. С января 2003 года Мисак Багбударян является руководителем и главным дирижёром Сирийского национального симфонического оркестра с которым дал многочисленные концерты в Сирии, Ливане, Иордании, Дубае, ОАЭ, Омане, Италии, Турции и Бахрейне.

## Биография
Мисак Багбударян начал свое музыкальное образование в Арабском музыкальном институте в Дамаске под руководством профессора Хадера Джунаида и Синтии Аль-Вади по специальности «Фортепиано и оркестровое дирижирование». Во время учебы он выступал в концертах и участвовал в семинарах с такими профессорами, как Франсуаза Тинат и Светлана Навасардян.
В 1995 году Мисак Багбударян окончил Высший музыкальный институт в Дамаске, после чего работал преподавателем оркестровой аранжировки, а также ассистентом дирижера Сирийского национального симфонического оркестра под руководством профессора Сулхи Аль-Вади. Мисак Багбударян участвовал вместе с ним в постановке первой в истории Сирии оперной премьеры — «Дидона и Эней» Генри Пёрселла. Представления состоялись в римских амфитеатрах Босры и Пальмиры и привлекли многотысячную аудиторию.
В начале 1997 года Мисак Багбударян отправился в Италию для продолжения академического музыкального образования. Во Флорентийской консерватории по классу композиции и дирижирования он учился у профессора Мауро Карди и Алессандро Пинцотти. В Академии Ханса Сваровски Мисак Багбударян обучался дирижированию у профессора Юлиуса Кальмара (преподавателя Гамбургской и Венской музыкальных академий). Параллельно он также принял участие в нескольких специализированным курсах с Михаэлем Беком (Германия), Дорреллом Баско (Румыния), Карлом Сент-Клером (США), Риккардо Мути (Италия) и Йормой Панулой (Финляндия).
В мае 2004 года Мисак Багбударян в качестве главного дирижёра Сирийского национального симфонического оркестра и руководителя хора Высшего института музыки участвовал в церемонии открытия первого на Ближнем Востоке Дома культуры и искусства в Дамаске.
Мисак Багбударян как дирижёр работал с такими солистами как армянский пианист Армен Бабаханян, болгарская пианистка Галина Врачёва, сирийские пианисты Газван Аль-Заркали и Раджи Саркис, сирийский кларнетист Кинан Азмех, оперная певица Глория Скалки, пианисты Риккардо Сандифорд, Васим Котба, Даниэль Джорджи, Бассам Нешвати.

## Награды и премии
- Командор ордена Звезды итальянской солидарности.